# Leichtathletik-Weltmeisterschaften 2017/400 m der Männer

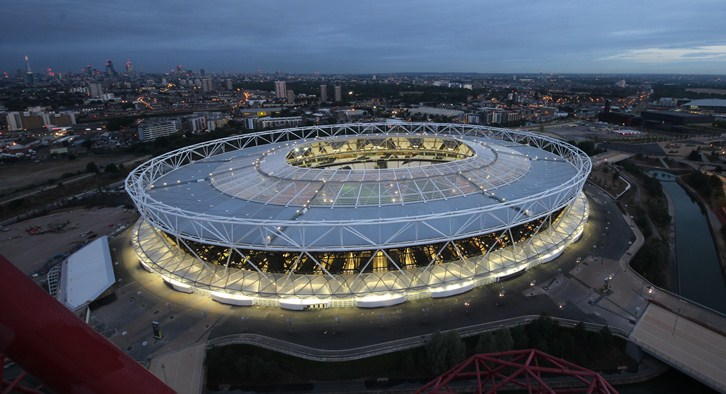
Das Olympiastadion London im Jahr 2017

Der 400-Meter-Lauf der Männer wurde bei den Leichtathletik-Weltmeisterschaften 2017 wurde vom 5. bis 8. August 2017 im Olympiastadion der britischen Hauptstadt London ausgetragen.
Weltmeister wurde der südafrikanische Titelverteidiger, aktuelle Olympiasieger, Vizeafrikameister von 2014 und Weltrekordinhaber Wayde van Niekerk. Er war 2016 außerdem Afrikameister über 200 Meter und mit der 4-mal-400-Meter-Staffel seines Landes. Über 200 Meter wurde er hier in London fünf Tage später Vizeweltmeister.

Rang zwei belegte Steven Gardiner aus Bahamas, der bei den Olympischen Spielen 2016 Bronze mit der 4-mal-400-Meter-Staffel gewonnen hatte.

Auf den dritten Platz kam der Asienmeister von 2015 Abdalelah Haroun aus Katar, der bei den Asienmeisterschaften 2015 auch Gold mit seiner 4-mal-400-Meter-Staffel errungen hatte.

## Rekorde

### Bestehende Rekorde
| Weltrekord               | Wayde van Niekerk | 43,03 s | OS in Rio de Janeiro, Brasilien | 14. August 2016 |
| Weltmeisterschaftsrekord | Michael Johnson   | 43,18 s | WM in Sevilla, Spanien          | 26. August 1999 |

Der bestehende WM-Rekord wurde bei diesen Weltmeisterschaften nicht eingestellt und nicht verbessert.

### Rekordverbesserung
Es gab einen Landesrekord:

43,89 s – Steven Gardiner (Bahamas), erstes Halbfinale am 6. August

## Vorläufe
Aus den sechs Vorläufen qualifizierten sich die jeweils drei Ersten jedes Laufes – hellblau unterlegt – und zusätzlich die sechs Zeitschnellsten – hellgrün unterlegt –  für das Halbfinale.

### Lauf 1

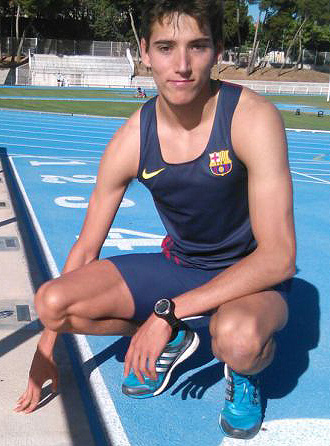
Lucas Búa – ausgeschieden als Siebter in 46,00 s

5. August 2017, 10:45 Uhr (11:45 Uhr MESZ)
| Platz | Bahn | Name                 | Land                | Zeit (s) |
| ----- | ---- | -------------------- | ------------------- | -------- |
| 1     | 7    | Fred Kerley          | USA                 | 44,92    |
| 2     | 8    | Lalonde Gordon       | Trinidad und Tobago | 45,02    |
| 3     | 6    | Kevin Borlée         | Belgien             | 45,09    |
| 4     | 9    | Pavel Maslák         | Tschechien          | 45,10 SB |
| 5     | 5    | Matthew Hudson-Smith | Großbritannien      | 45,32    |
| 6     | 4    | Lucas Carvalho       | Brasilien           | 45,86    |
| 7     | 3    | Lucas Búa            | Spanien             | 46,00    |
| 8     | 2    | Collins Omae Gichana | Kenia               | 46,10    |
| 9     | 1    | Bachir Mahamat       | Tschad              | 47,50    |

### Lauf 2
5. August 2017, 10:54 Uhr (11:54 Uhr MESZ)
| Platz | Bahn | Name              | Land                           | Zeit (s)                          |
| ----- | ---- | ----------------- | ------------------------------ | --------------------------------- |
| 1     | 5    | Wayde van Niekerk | Südafrika                      | 45,27                             |
| 2     | 2    | Davide Re         | Italien                        | 45,71                             |
| 3     | 3    | Machel Cedenio    | Trinidad und Tobago            | 45,77                             |
| 4     | 4    | Teddy Atine-Venel | Frankreich                     | 45,90                             |
| 5     | 6    | Yoandys Lescay    | Kuba                           | 45,93                             |
| 6     | 1    | Luka Janežič      | Slowenien                      | 46,06                             |
| 7     | 9    | Steven Solomon    | Australien                     | 46,27                             |
| 8     | 7    | Kimorie Shearman  | St. Vincent und die Grenadinen | 47,05                             |
| DSQ   | 8    | Nery Brenes       | Costa Rica                     | IAAF Rule 163.3a – Bahnübertreten |

Im zweiten Vorlauf ausgeschiedene Läufer:

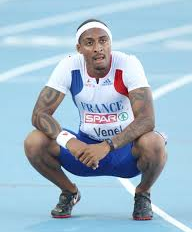
Teddy Atine-Venel Rang vier in 45,90 s
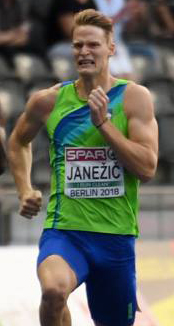
Luka Janežič Rang sechs in 46,06 s
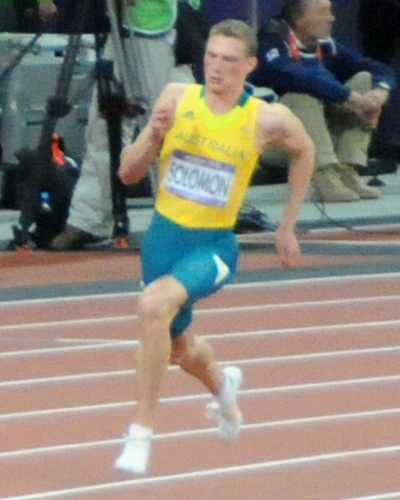
Steven Solomon Rang sieben in 46,27 s
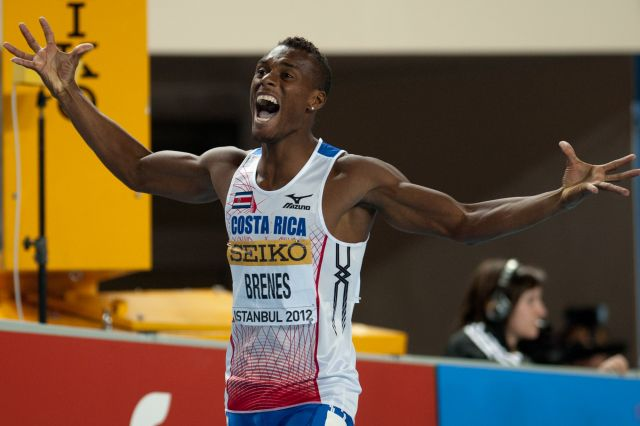
Nery Brenes Rang acht in 47,05 s

### Lauf 3
5. August 2017, 11:03 Uhr (12:03 Uhr MESZ)
| Platz | Bahn | Name             | Land                | Zeit (s) |
| ----- | ---- | ---------------- | ------------------- | -------- |
| 1     | 6    | Baboloki Thebe   | Botswana            | 44,82    |
| 2     | 8    | Demish Gaye      | Jamaika             | 44,92    |
| 3     | 3    | Dwayne Cowan     | Großbritannien      | 45,39    |
| 4     | 7    | Boniface Mweresa | Kenia               | 45,58    |
| 5     | 9    | Rafał Omelko     | Polen               | 45,69    |
| 6     | 4    | Samuel García    | Spanien             | 46,37    |
| 7     | 2    | Pieter Conradie  | Südafrika           | 46,62    |
| 8     | 1    | Warren Hazel     | St. Kitts und Nevis | 46,96    |
| 9     | 5    | Narek Ghukasjan  | Armenien            | 49,70 SB |

### Lauf 4

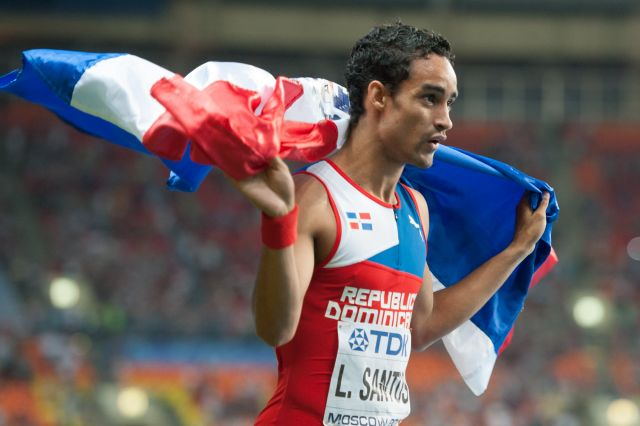
Luguelín Santo – ausgeschieden als Fünfter in 45,73 s
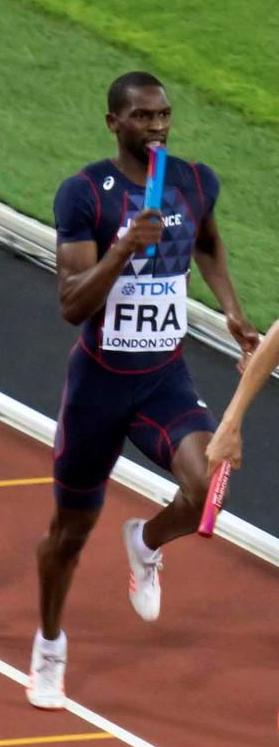
Mamoudou Hanne – ausgeschieden als Sechster in 45,89 s

5. August 2017, 11:12 Uhr (12:12 Uhr MESZ)
| Platz | Bahn | Name               | Land                    | Zeit (s)                          |
| ----- | ---- | ------------------ | ----------------------- | --------------------------------- |
| 1     | 7    | Steven Gardiner    | Bahamas                 | 44,75                             |
| 2     | 5    | Wilbert London III | USA                     | 45,10                             |
| 3     | 4    | Brian Gregan       | Irland                  | 45,37                             |
| 4     | 9    | Jonathan Borlée    | Belgien                 | 45,70                             |
| 5     | 8    | Luguelín Santos    | Dominikanische Republik | 45,73                             |
| 6     | 3    | Mamoudou Hanne     | Frankreich              | 45,89                             |
| 7     | 2    | Yilmar Herrera     | Kolumbien               | 47,18                             |
| DSQ   | 6    | Steven Gayle       | Jamaika                 | IAAF Rule 163.3a – Bahnübertreten |

### Lauf 5

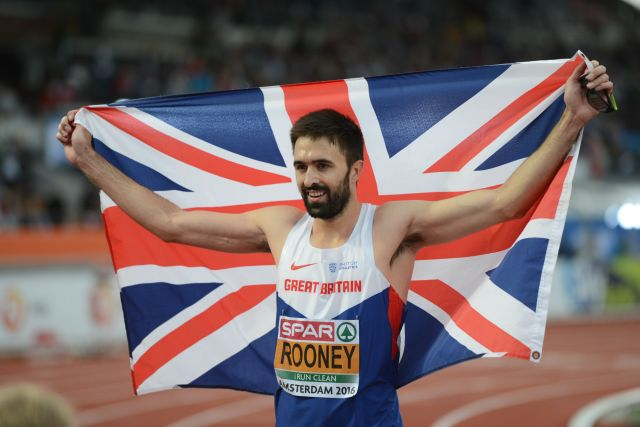
Martyn Rooney – ausgeschieden als Sechster in 45,75 s
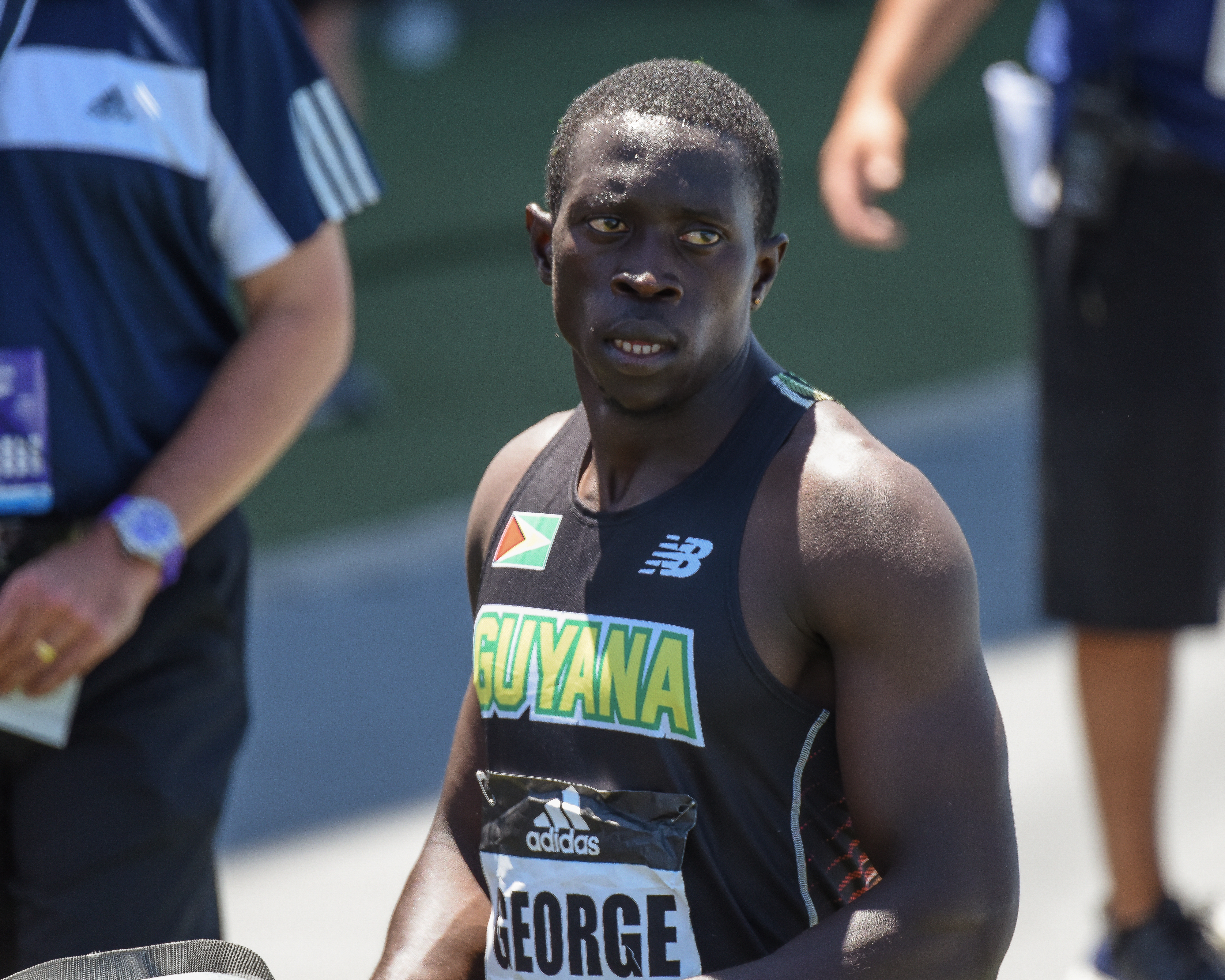
Winston George – ausgeschieden als Achter in 46,02 s

5. August 2017, 11:21 Uhr (12:21 Uhr MESZ)
| Platz | Bahn | Name              | Land                | Zeit (s) |
| ----- | ---- | ----------------- | ------------------- | -------- |
| 1     | 6    | Isaac Makwala     | Botswana            | 44,55    |
| 2     | 9    | LaShawn Merritt   | USA                 | 45,00    |
| 3     | 8    | Jamal Walton      | Cayman Islands      | 45,02 SB |
| 4     | 5    | Óscar Husillos    | Spanien             | 45,22 PB |
| 5     | 3    | Raymond Kibet     | Kenia               | 45,75    |
| 6     | 8    | Martyn Rooney     | Großbritannien      | 45,75    |
| 7     | 7    | Renny Quow        | Trinidad und Tobago | 45,95    |
| 8     | 1    | Winston George    | Guyana              | 46,02    |
| 9     | 4    | Sailosi Tubuilagi | Fidschi             | 48,98    |

### Lauf 6

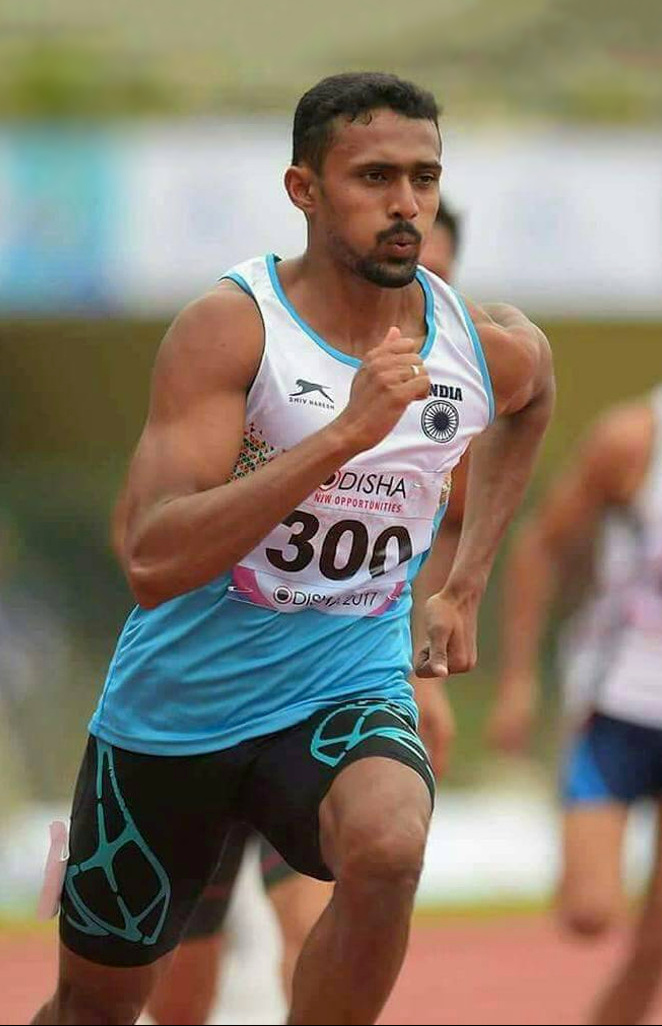
Muhammed Anas – ausgeschieden als Vierter in 45,98 s
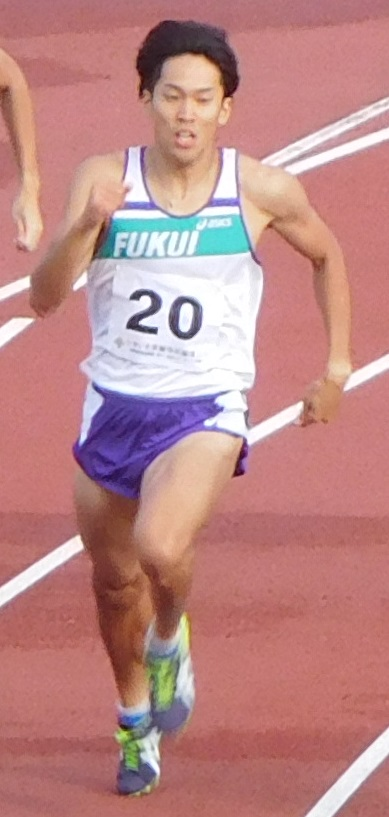
Takamasa Kitagawa – ausgeschieden als Sechster in 47,35 s

5. August 2017, 11:30 Uhr (12:30 Uhr MESZ)
| Platz | Bahn | Name                         | Land     | Zeit (s) |
| ----- | ---- | ---------------------------- | -------- | -------- |
| 1     | 6    | Nathon Allen                 | Jamaika  | 44,91    |
| 2     | 3    | Gil Roberts                  | USA      | 44,92    |
| 3     | 9    | Abdalelah Haroun             | Katar    | 45,27    |
| 4     | 4    | Muhammed Anas                | Indien   | 45,98    |
| 5     | 5    | Samson Oghenewegba Nathaniel | Nigeria  | 46,63    |
| 6     | 8    | Takamasa Kitagawa            | Japan    | 47,35    |
| 7     | 7    | Karabo Sibanda               | Botswana | 47,44    |
| DNS   | 2    | Emmanuel Dasor               | Ghana    |          |

## Halbfinale
Aus den drei Halbfinalläufen qualifizierten sich die beiden Ersten jedes Laufes – hellblau unterlegt – und zusätzlich die beiden Zeitschnellsten – hellgrün unterlegt – für das Finale.

### Lauf 1
6. August 2017, 19:40 Uhr (20:40 Uhr MESZ)
| Platz | Bahn | Name               | Land           | Zeit (s) |
| ----- | ---- | ------------------ | -------------- | -------- |
| 1     | 5    | Steven Gardiner    | Bahamas        | 43,89 NR |
| 2     | 6    | Nathon Allen       | Jamaika        | 44,19 PB |
| 3     | 7    | Fred Kerley        | USA            | 44,51    |
| 4     | 9    | Kevin Borlée       | Belgien        | 45,10    |
| 5     | 4    | Wilbert London III | USA            | 45,12    |
| 6     | 3    | Óscar Husillos     | Spanien        | 45,16 PB |
| 7     | 2    | Rafał Omelko       | Polen          | 45,37    |
| 8     | 8    | Dwayne Cowan       | Großbritannien | 45,96    |

Im ersten Halbfinale ausgeschiedene Läufer:

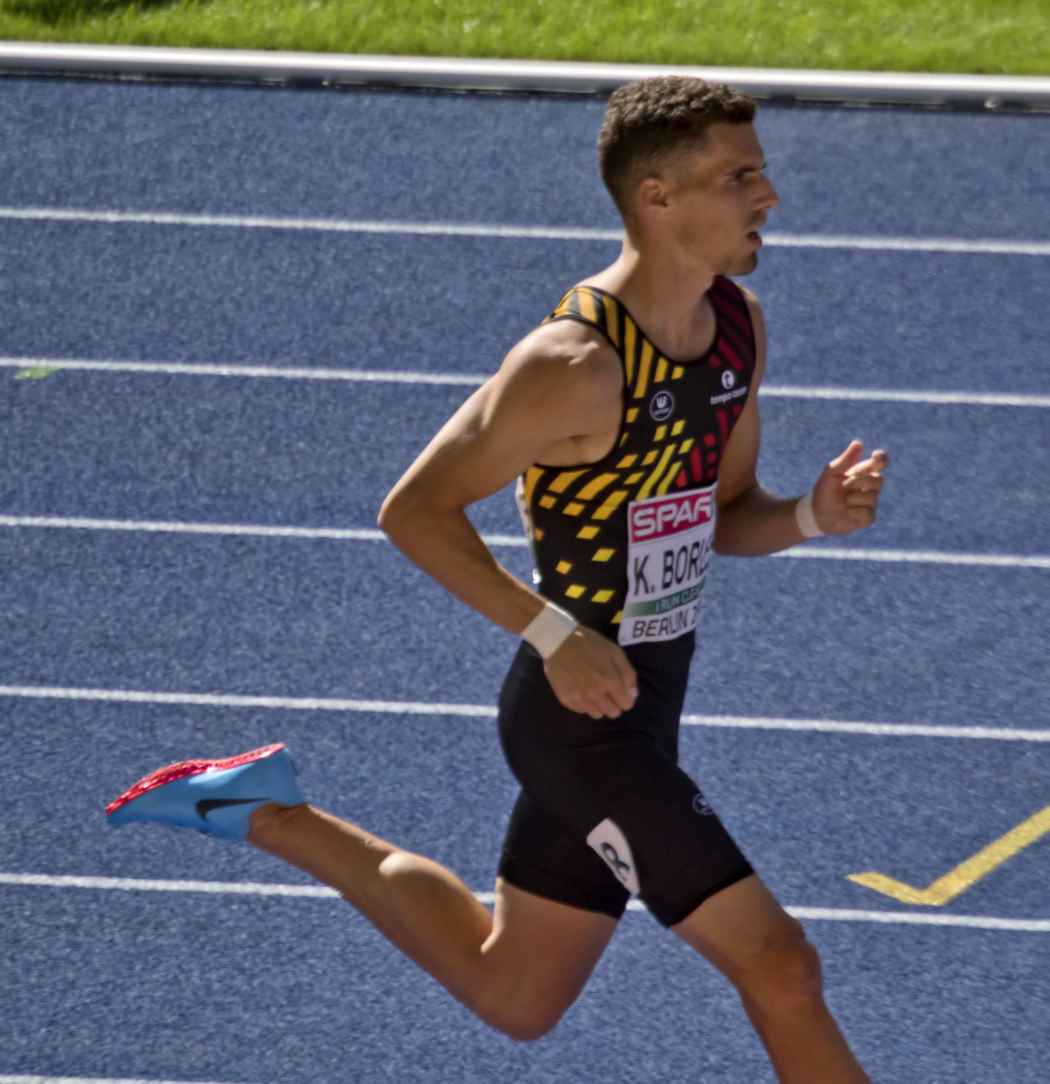
Kevin Borlée Rang vier in 45,10 s
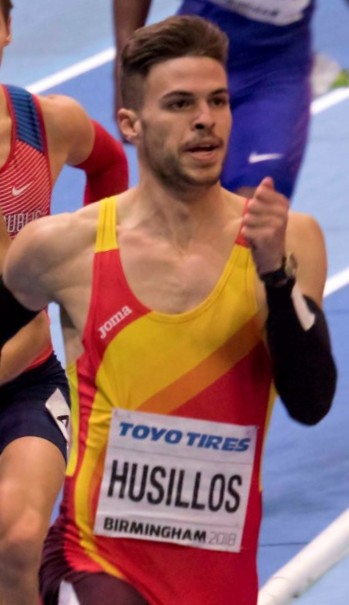
Óscar Husillos Rang sechs in 45,16 s
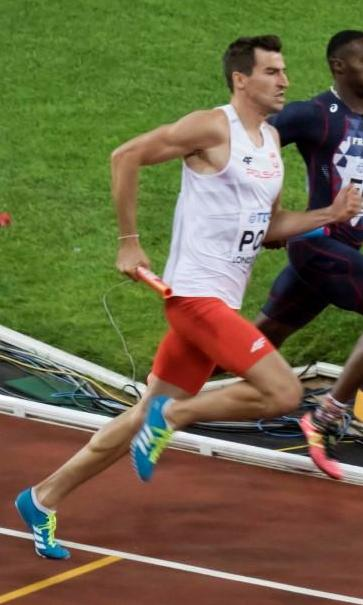
Rafał Omelko Rang sieben in 45,37 s
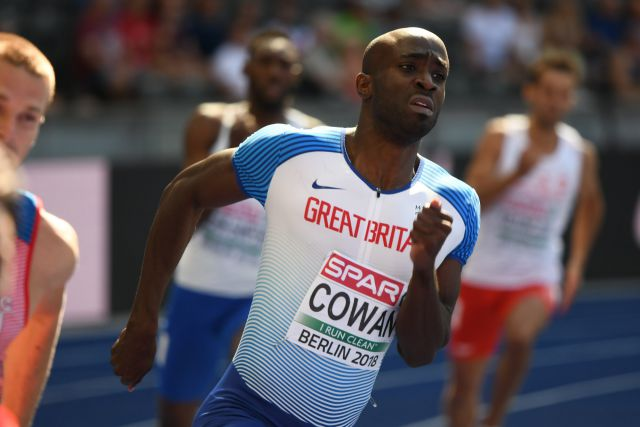
Dwayne Cowan Rang acht in 45,96 s

### Lauf 2

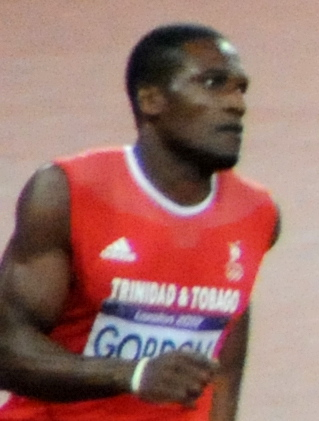
Lalonde Gordon – ausgeschieden als Fünfter in 45,20 s
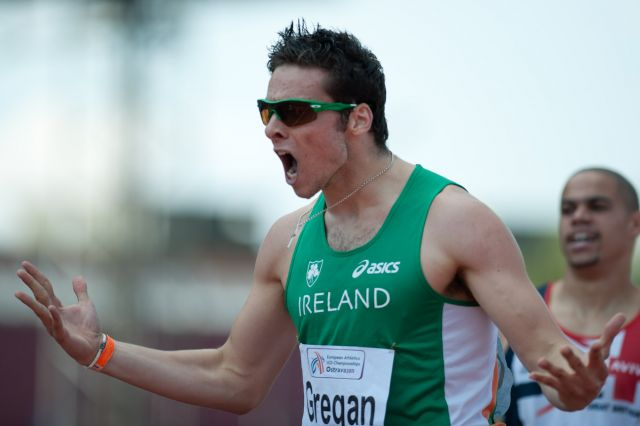
Brian Gregan – ausgeschieden als Sechster in 45,42 s
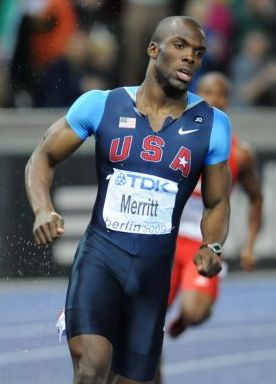
LaShawn Merritt (u. a. zweimaliger Weltmeister (2009/2013) und Olympiasieger von 2008) – ausgeschieden als Siebter in 45,52 s

6. August 2017, 19:48 Uhr (20:48 Uhr MESZ)
| Platz | Bahn | Name                 | Land                | Zeit (s) |
| ----- | ---- | -------------------- | ------------------- | -------- |
| 1     | 6    | Wayde van Niekerk    | Südafrika           | 44,22    |
| 2     | 5    | Baboloki Thebe       | Botswana            | 44,33    |
| 3     | 9    | Abdalelah Haroun     | Katar               | 44,64 SB |
| 4     | 2    | Matthew Hudson-Smith | Großbritannien      | 44,74 SB |
| 5     | 4    | Lalonde Gordon       | Trinidad und Tobago | 45,20    |
| 6     | 8    | Brian Gregan         | Irland              | 45,42    |
| 7     | 7    | LaShawn Merritt      | USA                 | 45,52    |
| 8     | 3    | Boniface Mweresa     | Kenia               | 45,93    |

### Lauf 3
6. August 2017, 19:56 Uhr (20:56 Uhr MESZ)
| Platz | Bahn | Name            | Land                | Zeit (s) |
| ----- | ---- | --------------- | ------------------- | -------- |
| 1     | 5    | Isaac Makwala   | Botswana            | 44,30    |
| 2     | 6    | Demish Gaye     | Jamaika             | 44,55 PB |
| 3     | 7    | Gil Roberts     | USA                 | 44,84    |
| 4     | 9    | Jamal Walton    | Cayman Islands      | 45,16    |
| 5     | 3    | Jonathan Borlée | Belgien             | 45,23    |
| 6     | 2    | Pavel Maslák    | Tschechien          | 45,25    |
| 7     | 8    | Machel Cedenio  | Trinidad und Tobago | 45,91    |
| 8     | 4    | Davide Re       | Italien             | 45,95    |

Im dritten Halbfinale ausgeschiedene Läufer:

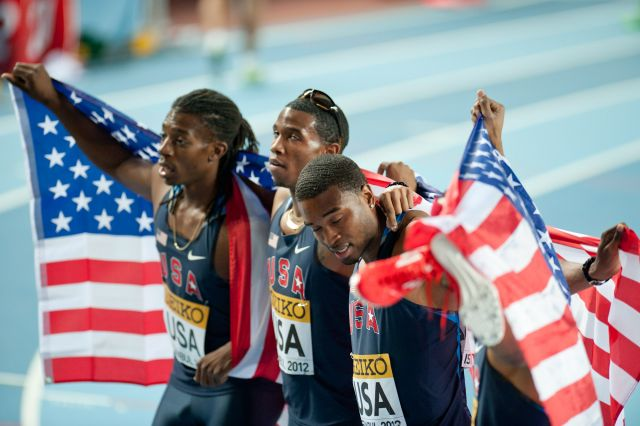
Gil Roberts (Mitte) Rang drei in 44,84 s
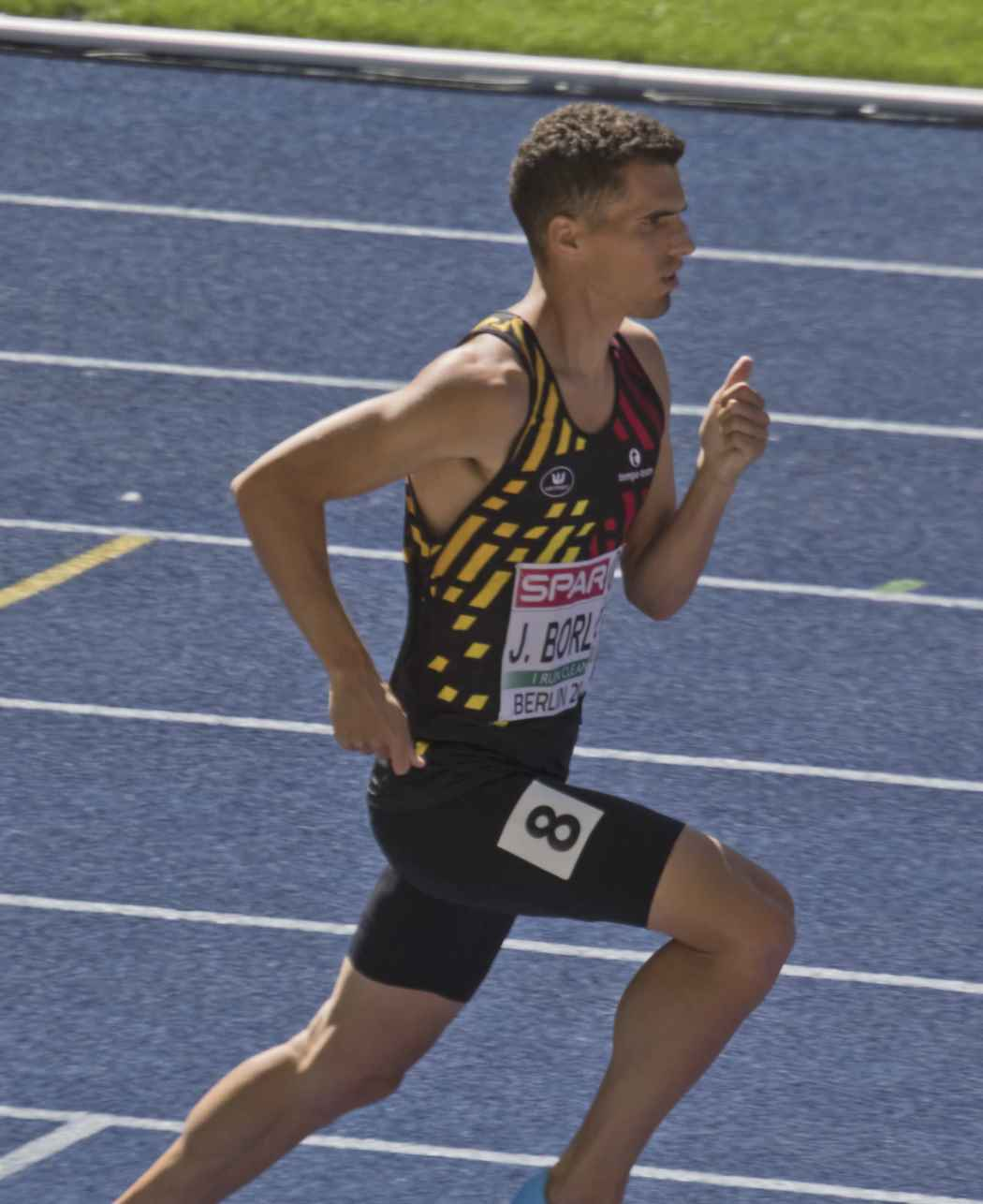
Jonathan Borlée Rang fünf in 45,23 s
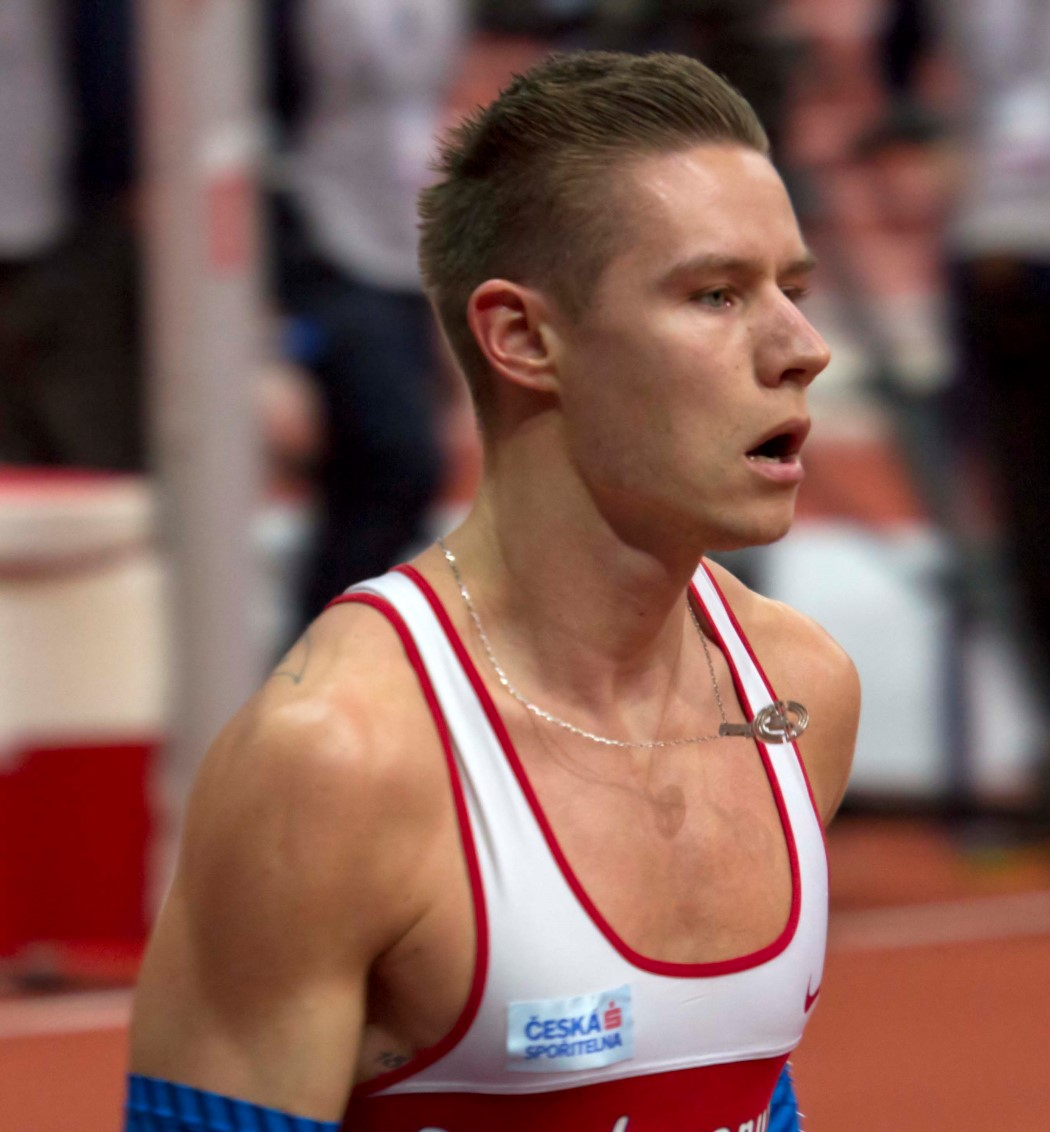
Pavel Maslák Rang sechs in 45,25 s
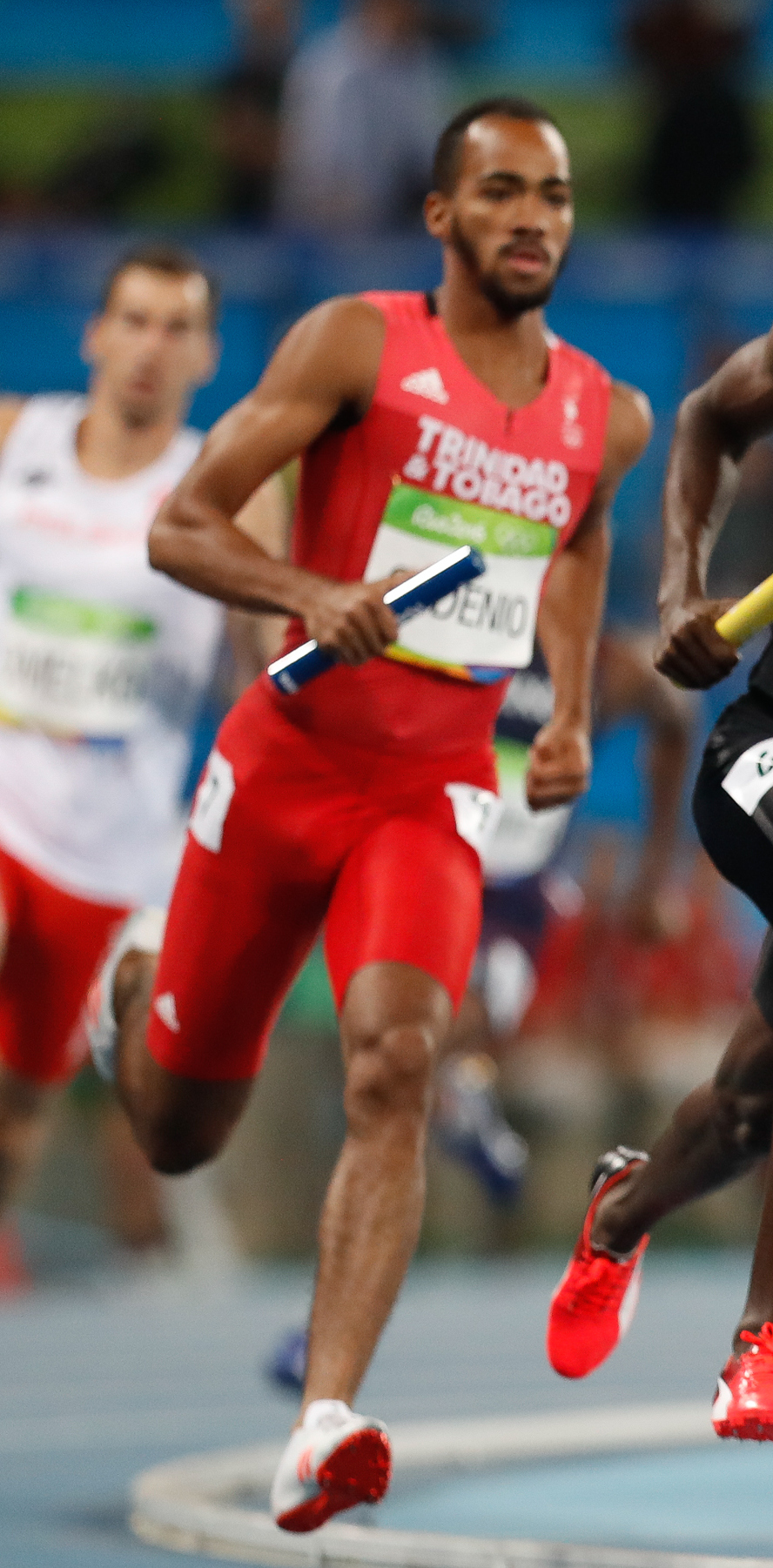
Machel Cedenio Rang sieben in 45,91 s
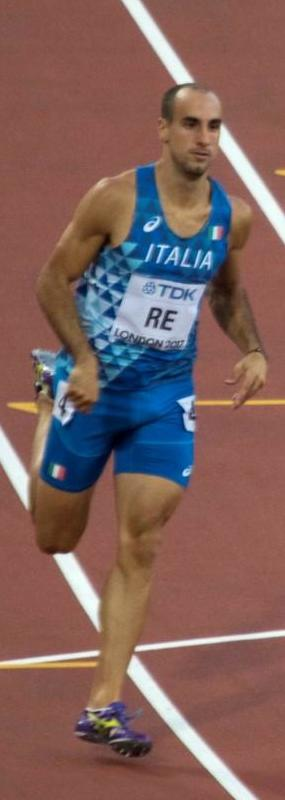
Davide Re Rang acht in 45,95 s

## Finale
8. August 2017, 21:50 Uhr Ortszeit (22:50 Uhr MESZ)
Eindeutiger Favorit in diesem Rennen war der südafrikanische Weltrekordler, Olympiasieger und Weltmeister von 2015 Wayde van Niekerk. Auch der US-amerikanische Vizeweltmeister, Olympiadritte von 2012 und Olympiasieger von 2008 LaShawn Merritt war hier in London unter den Teilnehmern, er war jedoch bereits im Halbfinale ausgeschieden. Im Halbfinale hatte sich Steven Gardiner aus Bahamas sehr stark präsentiert und gehörte damit zu den wichtigsten Konkurrenten für van Niekerk. Auch Nathon Allen hatte sich mit der zweitschnellsten Halbfinalzeit in die Rolle möglicher Medaillenkandidaten gebracht.
Isaac Makwala aus Botswana, viertschnellster Halbfinalist, war von einer bei diesen Weltmeisterschaften grassierenden Gastroenteritis betroffen, sodass ihn die IAAF für das Finale unter Quarantäne gestellt hatte. Er bekam einige Tage später noch einmal eine Chance über 200 Meter, erreichte dort das Finale, in dem er einen sechsten Platz belegte.
Im Finale lag van Niekerk schnell vorne. Er kam als Erster auf die Zielgerade. Nicht weit zurück lagen Gardiner und Baboloki Thebe aus Botswana, dahinter folgte Allen. Von ziemlich weit hinten stürmte auf den letzten achtzig Metern Abdalelah Haroun aus Katar an seinen Gegnern vorbei. Der führende Wayde van Niekerk war allerdings nicht mehr einzuholen. Er verteidigte seinen Weltmeistertitel von 2015. Für Steven Gardiner wurde es noch einmal ganz eng, doch auch er konnte sich mit sieben Hundertstelsekunden Vorsprung gerade noch behaupten und gewann die Silbermedaille. Den dritten aber Platz eroberte Abdalelah Haroun mit seinem starken Finish vor Baboloki Thebe und Nathon Allen. Sechster wurde Allens Landsmann Demish Gaye vor Fred Kerley, dem einzigen US-Amerikaner in diesem Finale.
| Platz | Bahn | Athlet            | Land      | Zeit (s)                                     |
| ----- | ---- | ----------------- | --------- | -------------------------------------------- |
|       | 6    | Wayde van Niekerk | Südafrika | 43,98                                        |
|       | 4    | Steven Gardiner   | Bahamas   | 44,41                                        |
|       | 3    | Abdalelah Haroun  | Katar     | 44,48 SB                                     |
| 4     | 9    | Baboloki Thebe    | Botswana  | 44,66                                        |
| 5     | 5    | Nathon Allen      | Jamaika   | 44,88                                        |
| 6     | 8    | Demish Gaye       | Jamaika   | 45,04                                        |
| 7     | 2    | Fred Kerley       | USA       | 45,23                                        |
| DNS   | 7    | Isaac Makwala     | Botswana  | Startverbot wegen Gastroenteritis-Quarantäne |

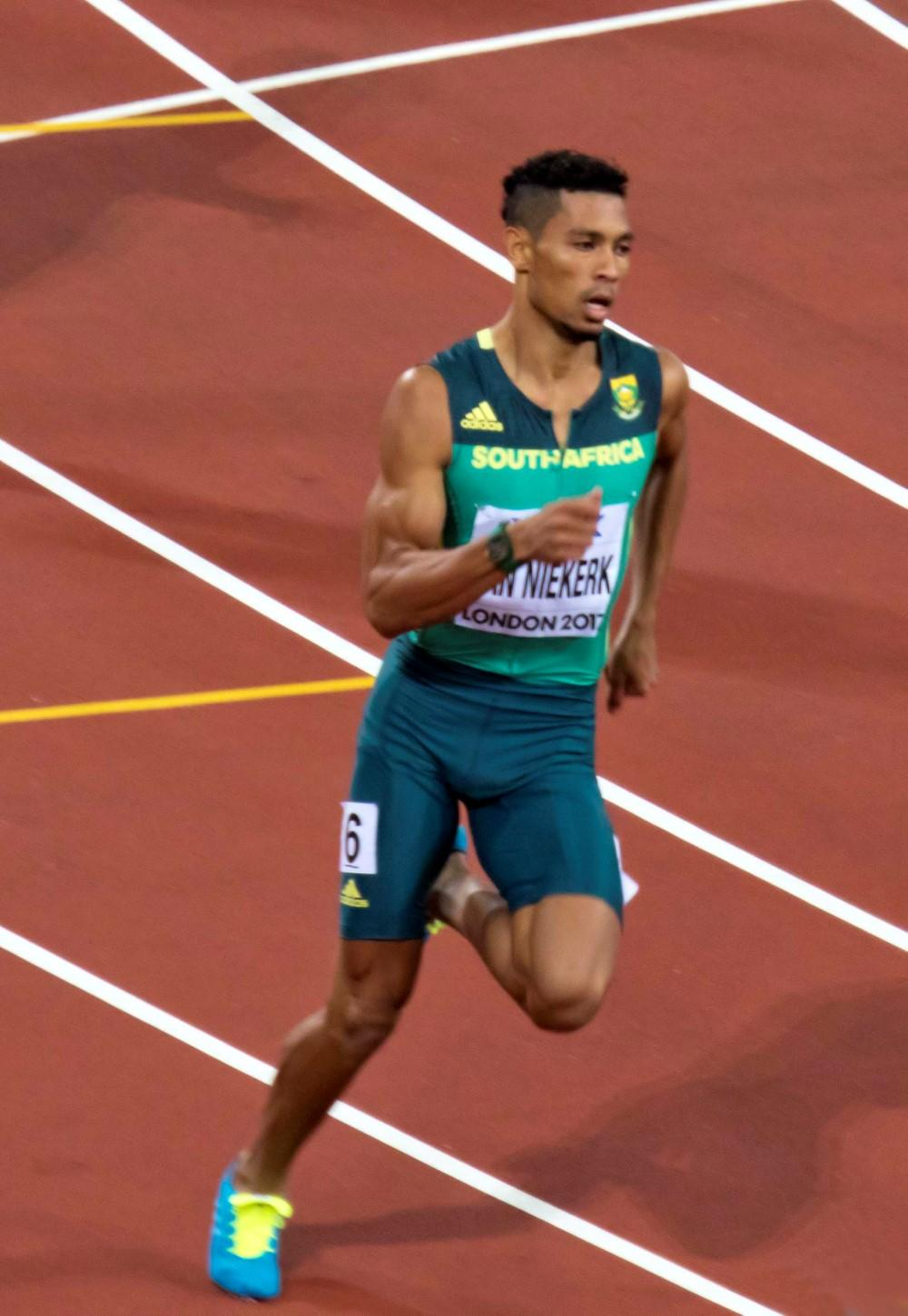
Weltmeister Wayde van Niekerk
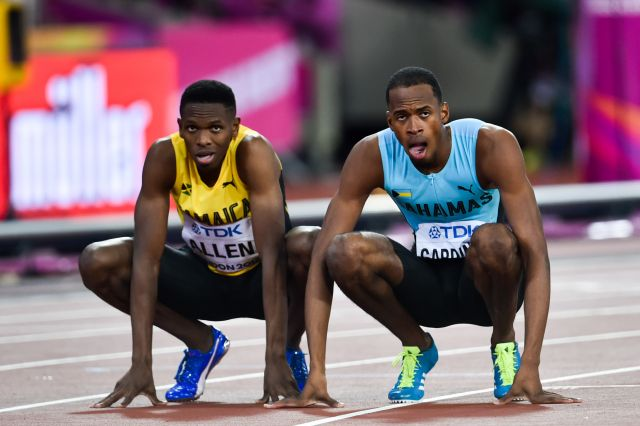
Vizeweltmeister Steven Gardiner (rechts) und der fünftplatzierte Nathon Allen nach dem Finalrennen
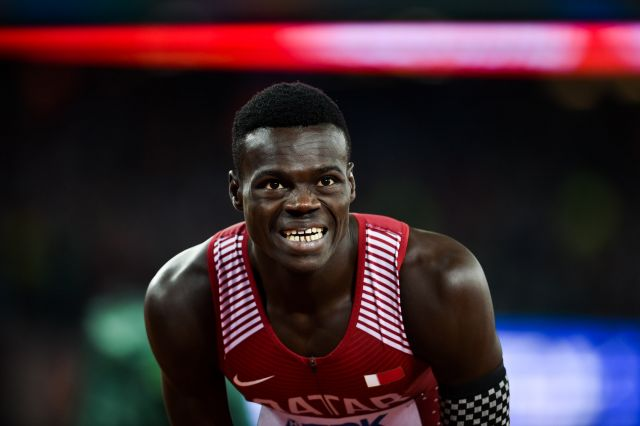
Bronzemedaillengewinner Abdaleh Haroun

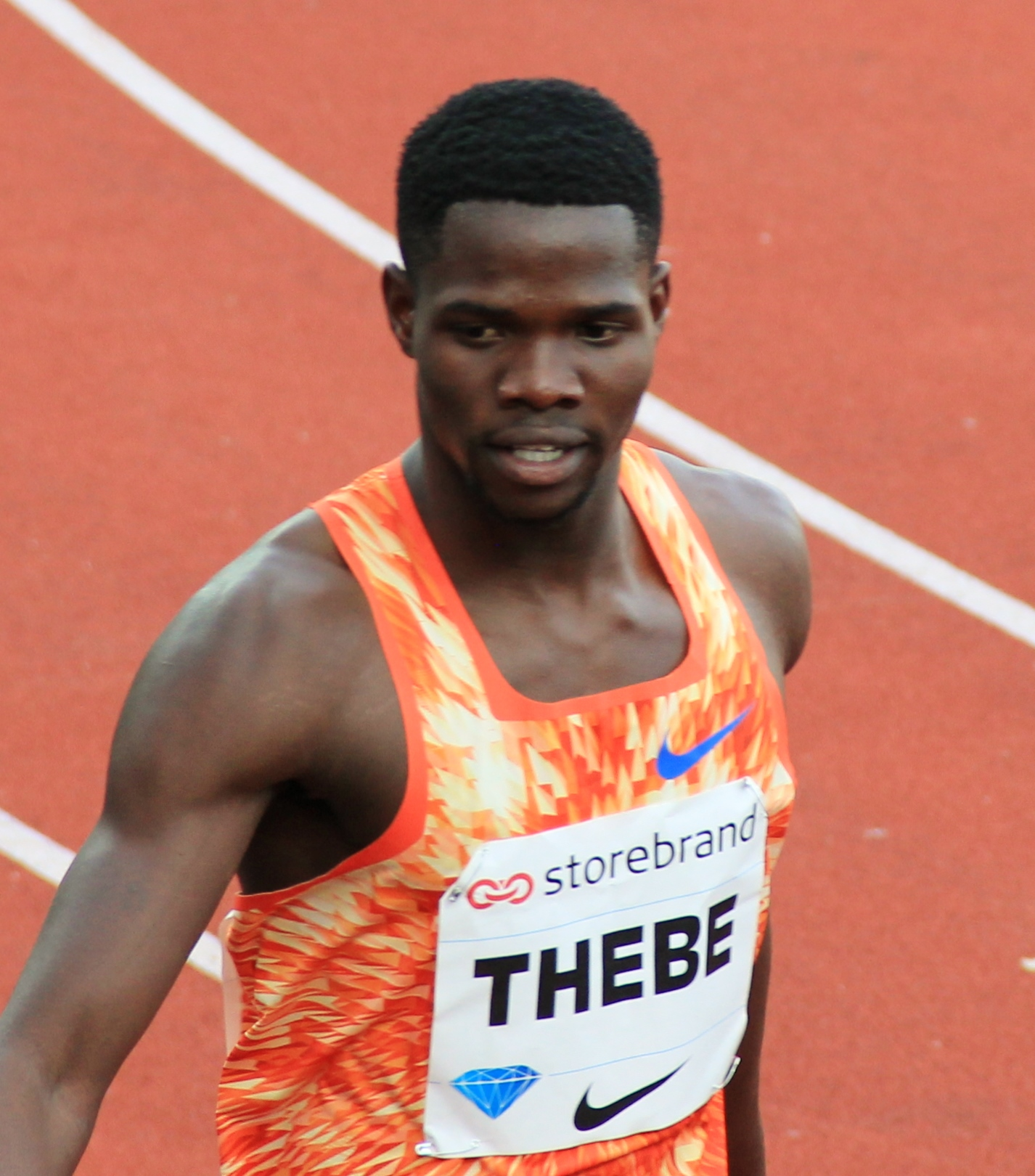
Babaloki Thebe belegte den vierten Platz
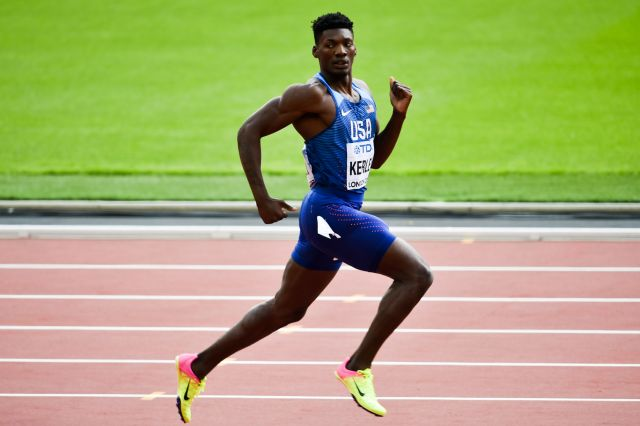
Rang sieben für Fred Kerley
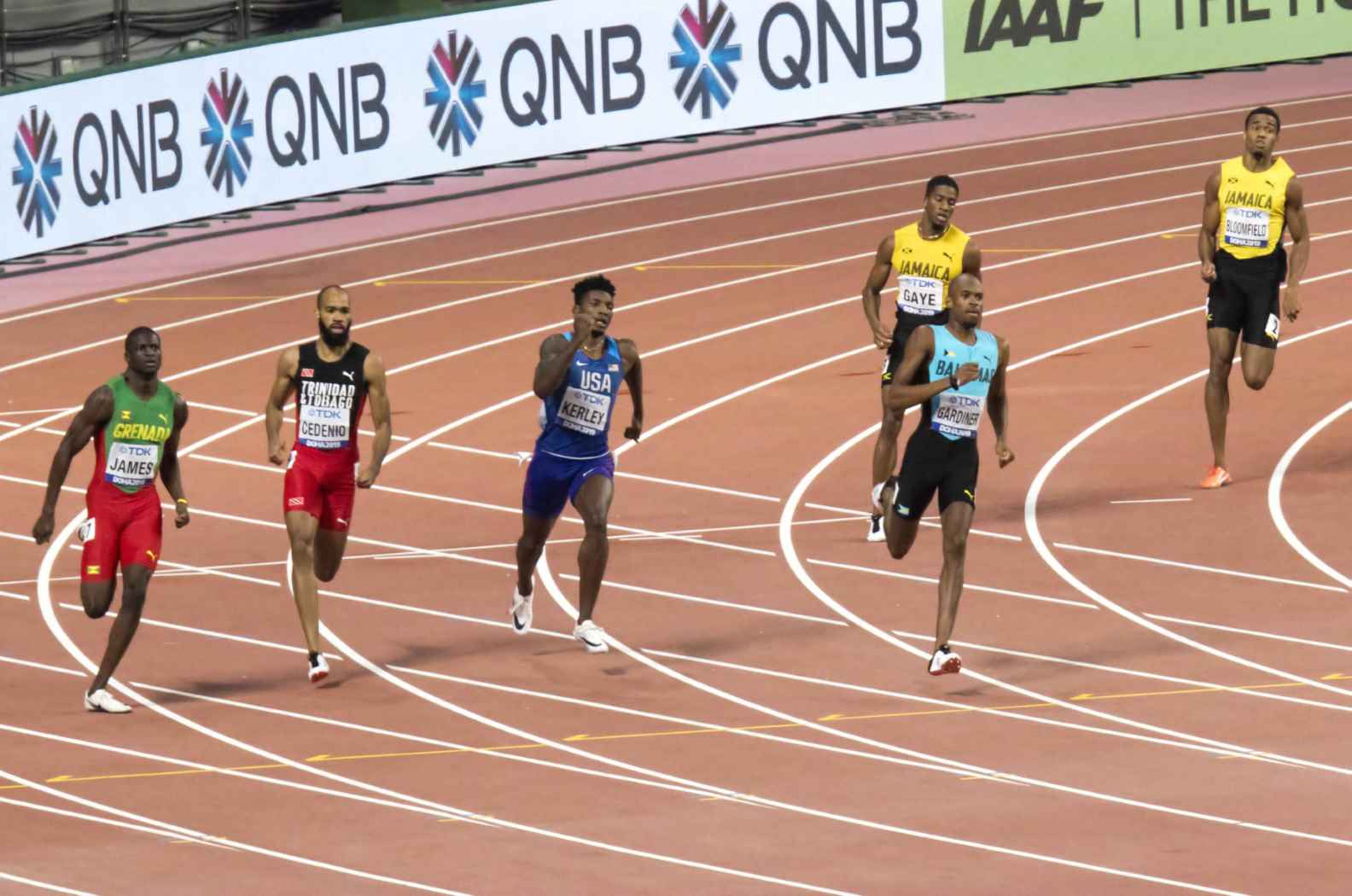
Demish Gaye (gelbes Trikot, Dritter von rechts) erreichte Platz sechs
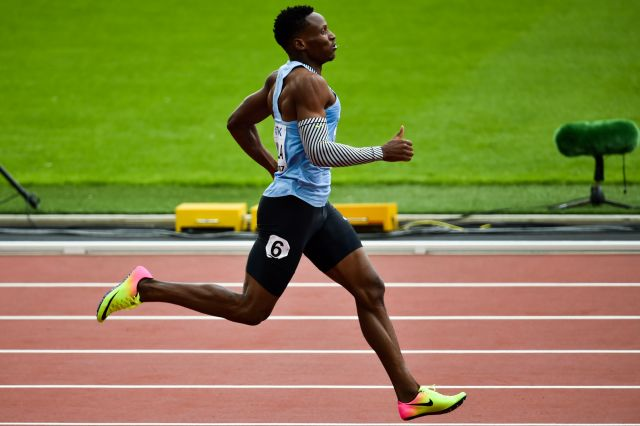
Isaac Makwala durfte wegen einer von der IAAF verhängten Gastroenteritis-Quarantäne nicht am Finale teilnehmen

## Video
- WCH London 2017 Highlights - 400m - Men - Final - Van Niekerk wins, youtube.com, abgerufen am 26. Februar 2021